# Караулбазар
Караулбазар (узб. Qorovulbozor / Қоровулбозор) — город, административный центр Караулбазарского района Бухарской области Узбекистана. Население на 2012 год — 9548 человек.

## История
Согласно местной легенде, был построен караван-сарай, также рядом появился небольшой базар. На холме рядом с ним была сторожевая башня солдат бухарского эмира, которая называлась Караулбазар (сторожевой башней), такое же название получил рынок, расположенный рядом. Согласно другой легенде, образовалась черная деревня с черной травой. Рынок перед пастбищами назывался Караулбазар. Ещё одна легенда гласит, что торговые караваны, прибывающие в Бухару из соседних стран, остановились у караван-сарая возле Сардобы и получили разрешение на въезд в столицу после того, как их товары были проверены местными таможенниками эмирата. Нелицензированные торговцы продавали свои товары на местных рынках и уезжали в свои страны. До получения разрешения торговцы охраняли свои товары в течение определенного периода времени.

## Расположение
Город расположен в 65 километрах от административного центра области города Бухары, вблизи железнодорожной линии, соединяющей Бухару и Карши. 

## Промышленность и инфраструктура
В Караулбазаре около 30 промышленных, строительных и транспортных предприятий. Были найдены месторождений нефти и природного газа в 1956 году, основаны Бухарский (Караулбазарский) нефтеперерабатывающий завод в 1997 году и предприятия для производства извести и гипса. Для населения работают районная центральная больница, центральная поликлиника, родильный дом, отделение неотложной помощи и аптеки. В городе есть железнодорожная станция, хлопкоочистительный и нефтеперерабатывающий заводы.